# Zork
Zork ist ein frühes Computerspiel des US-amerikanischen Unternehmens Infocom. Das auf einem Großrechner entwickelte Spiel ist in der öffentlichen Wahrnehmung das zweite Adventure in der Geschichte der Computerspiele. Wegen des limitierten Speicherplatzes damaliger Heimcomputer und Datenträger erfolgte die Veröffentlichung in drei unabhängig voneinander spielbaren Teilen.

## Handlung
Zork I
Das Spiel beginnt in der unmittelbaren Umgebung eines weiß gestrichenen Holzhauses inmitten eines Waldes. Der Spieler beginnt das Spiel ohne eine klare Aufgabe, nach dem Betreten des Holzhauses und dem dortigen Auffinden eines Zugangs zum „Great Underground Empire“ wird aber schnell klar, dass es das Ziel des Spiels ist, 20 wertvolle Artefakte zu stehlen und in einer Vitrine im Holzhaus zu deponieren. Dabei muss sich der Spieler unter anderem mit einem aggressiven Troll, einem den Spieler bestehlenden Dieb und einem „Grue“, einer ausschließlich im Dunkeln lebenden Bestie, auseinandersetzen.
Zork II
Im zweiten Teil des Spiels erkundet der Spieler das Reich des „Wizard of Frobozz“, eines alten Zauberers, den der Spieler bekämpfen und besiegen muss. Zusätzlich muss er erneut Artefakte finden, zehn an der Zahl, die einem Dämon geopfert werden müssen.
Zork III
Im dritten Teil des Spiels gilt es, den „Dungeon Master“ (eine Reminiszenz an Dungeons-&-Dragons-Spiele) aufzuspüren, ihn zu besiegen und seine Nachfolge anzutreten. Zork III hat von den drei Titeln der Trilogie die kleinste Spielwelt, aber die höchste Puzzledichte.
Obwohl es sich bei Zork um ein Fantasy-Spiel handelt, enthält es, beeinflusst durch das akademische Umfeld seiner Autoren, zahlreiche Anspielungen auf den universitären Arbeitsalltag.

## Spielprinzip und Technik
Zork ist ein Textadventure, das heißt, Umgebung und Geschehnisse werden als Bildschirmtext ausgegeben und die Visualisierung obliegt zum größten Teil der Fantasie des Spielers. Die Steuerung der Spielfigur erfolgt über Befehle, die der Spieler mittels der Tastatur eingibt und die von einem Parser abgearbeitet werden. Die Befehle sind in natürlicher Sprache gehalten und lassen den Spielcharakter mit seiner Umwelt interagieren. Der Spieler kann sich so durch die Spielwelt bewegen, Gegenstände finden, sie auf die Umgebung oder andere Gegenstände anwenden und mit NPCs kommunizieren. Mit fortschreitendem Handlungsverlauf werden weitere Orte der Spielwelt freigeschaltet.
Der Parser ist gegenüber früher erschienenen Spielen wie Adventure sehr fortgeschritten. Während frühere Parser lediglich Zwei-Wort-Befehle des Formats „Verb Objekt“ (zum Beispiel „nimm schwert“ oder „töte troll“) verstanden, akzeptiert der Parser von Zork auch indirekte Objekte (zum Beispiel „töte troll mit schwert“) und analysiert die Eingabe des Spielers auf Adjektive und Präpositionen („drücke dritten knopf“).

## Produktionsnotizen
Zork wurde ab 1977 zunächst von den Studenten Marc Blank und Dave Lebling vom MIT (Massachusetts Institute of Technology) im Lisp-Dialekt MDL (Model Development Language) auf einem Großrechner der Marke DEC PDP-10 programmiert. Vorbild war das Spiel Adventure der Informatiker William Crowther und Don Woods. Der Titel Zork hat keine tiefergehende Bedeutung; der Begriff war in der damals am MIT gepflegten Nerd-Sprache ein Synonym für ein „Dingsda“.
Im Mai 1977 veröffentlichte das Duo eine erste Version im MIT-internen Netz. Da der PDP-10, auf dem das Spiel programmiert worden war, an den Internet-Vorläufer ARPANET angeschlossen war, konnte es weltweit gespielt werden, wenn auch nur von sechs Personen gleichzeitig. Bis 1979 erfuhr das Spiel zahlreiche Verbesserungen und Erweiterungen, an denen die Studenten Tim Anderson und Bruce Daniels signifikant beteiligt waren. Im Februar 1979 schloss das Quartett die Arbeiten am Spiel ab und erklärte es für fertig. Der Grund dafür war nicht, dass etwa ein inhaltlicher Abschluss zustande gekommen war, vielmehr hatte das Spiel die maximale vom Großrechner bereitgestellte Speichergröße von einem Megabyte erreicht, und die Erschaffer konnten schlicht keine weiteren Räume mehr programmieren. Ein kommerzieller Markt für Computerspiele existierte noch nicht; so wurde das Spiel zunächst zwischen Studenten verbreitet. Etwa zur gleichen Zeit wurden, inspiriert durch Adventure, an verschiedenen Universitäten primär in den Vereinigten Staaten weitere Textadventures entwickelt, die aber bei weitem nicht die Verbreitung und Popularität von Zork erfuhren.
Nachdem die meisten Programmierer von Zork 1979 ihr Studium abgeschlossen hatten, gründeten sie im Juni 1979 die Firma Infocom und portierten das Spiel auf die damals gängigen Heimcomputer. Dabei wurde wegen der geringeren Disketten- und Speichergrößen der Heimcomputer zunächst nur ein Teil des ursprünglichen Zork als Zork I portiert; in den beiden Jahren darauf folgten Zork II und Zork III, die die Geschichte fortführten und inhaltlich zum Teil über das ursprüngliche Zork hinausgingen.
Die Erstauflagen der ersten beiden Zork-Teile wurden durch den Publisher Personal Software vertrieben, der zu der Zeit mit dem Tabellenkalkulationsprogramm VisiCalc wirtschaftlichen Erfolg hatte. Die erste veröffentlichte Version war die für PDP-11-Computer. 1980 oder 1981 wurde das Spiel kurzzeitig in Dungeon umbenannt, was nach Intervention des Dungeons-&-Dragons-Rechteinhabers Tactical Studies Rules aber wieder rückgängig gemacht wurde. Die Vermarktung durch Personal Software erfolgte wenig einfühlsam, so wurde Zork mit einem Cover versehen, das nichts mit dem Spielinhalt gemein hatte und bei potenziellen Käufern den Eindruck erweckte, es handle sich um ein Actionspiel. Im September 1981 verkaufte Personal Software die Zork-Vertriebsrechte zurück an Infocom, um sich auf VisiCalc zu konzentrieren, und Infocom übernahm den Vertrieb seiner Produkte selbst. Ab 1984 war die ursprüngliche Großrechner-Version des Spiels über den Internetdienstanbieter Compuserve spielbar.
Infocom entwickelte über die Jahre auch andere Textadventures (die Enchanter-Trilogie spielt ebenfalls in der Zork-Welt). Später erschienen noch Beyond Zork und Zork Zero.
Im Gegensatz zu den meisten anderen Infocom-Spielen sind Zork I bis III auch ohne die gedruckten Zusatzmaterialien der Originalverpackungen lösbar. Entsprechend den damaligen Gepflogenheiten waren sie allerdings auch schwieriger. Mittels sogenannter Interpreter sind sie wie alle Infocom-Spiele nicht nur auf PCs, sondern auf einer großen Zahl von Systemen, von einfachen PDAs über Macs, Amigas und Unix-basierte Systeme bis hin zum Supercomputer spielbar. Eine deutschsprachige Version von Zork wurde von Jeff O’Neill (Ballyhoo, Nord and Bert Couldn’t Make Head or Tail of It) erstellt, wurde aber nie veröffentlicht.

### Nachfolger und Derivate

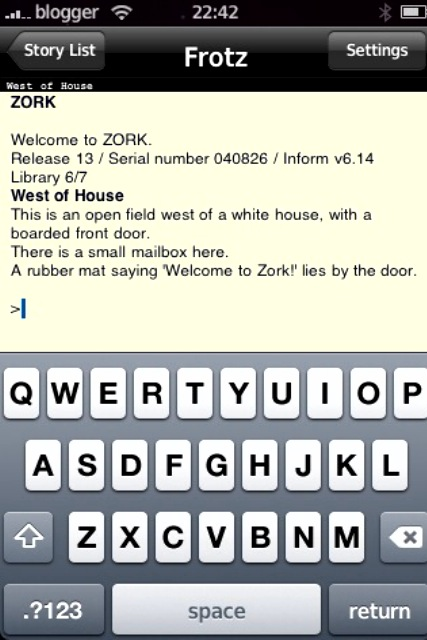
Zork auf einem iPhone

Nach dem Untergang von Infocom erschien 1993 Return to Zork, das als Grafik-Adventure die Zork-Serie weiterführen sollte. Die Firma Activision hatte Infocom übernommen und veröffentlichte 1996 noch das vielbeachtete Zork Nemesis und ein Jahr später das nicht mehr so erfolgreiche Zork: Der Großinquisitor. Im Internet tauchte zeitweilig Hotel New Zork auf der Website von Activision auf – ein Grafikspiel zum Klicken, welches den Spieler zum Kauf von Zork Nemesis inspirieren sollte. Im Rahmen einer Werbekampagne für Zork: Grand Inquisitor programmierten die Infocom-Urgesteine Marc Blank (Gründer) und Michael Berlyn (Programmierer) noch das kleine Spiel Zork – The Undiscovered Underground, welches den Spieler noch einmal im klassischen Textmodus in die Gewölbe des „Great Underground Empire“ entführte. Zusammengefasst wurden 1996 alle Zork-Teile (bis auf den Grand Inquisitor) in einer Zork Special Edition. 2010 wurde Zork als Minispiel in Call of Duty: Black Ops integriert.
Von 2009 bis 2011 existierte mit Legends of Zork ein Browsergame, das von der irischen Firma Jolt Online Gaming für Activision programmiert und gehostet wurde und auf dem Zork-Universum basierte. Das Spiel finanzierte sich über Mikrotransaktionen, wurde jedoch nach zwei Jahren wegen Erfolglosigkeit eingestellt.
In den USA erschienen einige Bücher, die in der Zork-Welt spielten. So schrieb Robin W. Bradley den Roman The Lost City of Zork und George Alec Effinger The Zork Chronicles. Steve Meretzky, der maßgeblich an einigen Infocom-Adventures beteiligt war und später für die Adventure-Firma Legend Entertainment arbeitete, schrieb vier Spielbücher. Dabei hat der Leser einen Text vor sich und kann am Ende jeder Seite entscheiden, auf welcher Seite er weiterlesen möchte. Zwei sogenannte „Infocomics“, interaktive Comics für Heimcomputer, erschienen 1988 unter den Namen Zork Quest und Zork Quest II.

## Rezeption
Bis 1985 wurden alleine von Zork I über 250.000 Exemplare verkauft, was es zum bis dahin erfolgreichsten Adventure machte. Bis 1984 hatte Infocom mit Zork I zehn Millionen US-Dollar Umsatz eingefahren, was die Firma zum Platzhirsch der damaligen US-amerikanischen Computerspieleindustrie machte. Zu den Fans des Spiels gehörte der Schauspieler Robin Williams, der angeblich eines Nachts einen der Autoren des Spiels anrief, um um Hilfestellung bei Rätseln zu bitten.

### Zeitgenössische Rezensionen
Die deutsche Happy Computer wertete 1985, die drei Spiele der Zork-Reihe gehörten „zu den besten Abenteuerspielen, die es gibt“, obwohl sie „für Softwaremarkt-Verhältnisse uralt“ seien und weder Grafik noch Musik aufwiesen.
Das US-Magazin Computer Gaming World stellte die Qualität des Parsers von Zork I sowie dessen Geschwindigkeit heraus und bezeichnete das Spiel als „sein Geld wert für jeden, der sich auch nur vage für Adventures interessiert“. Mit Erscheinen von Teil 3 urteilte die Computer Gaming World 1983, die drei Spiele der Zork-Trilogie seien unterhaltsame, aufregende Textadventures. Redakteur David Stone kritisierte, dass er im Spiel die volle Punktzahl erreicht habe, ohne auch nur Spuren des in der Anleitung genannten Spielziels entdeckt zu haben. Die drei Einzelspiele würden eine einheitliche Atmosphäre vermitteln, könnten aber dennoch unabhängig voneinander gespielt werden. Man merke dem Spiel an, dass es vom Hersteller über mehrere Jahre hinweg getestet worden sei. Stone lobte neben dem Parser auch die eloquenten Raumbeschreibungen, die ergänzende Grafik unnötig machen und oftmals versteckte Lösungshinweise enthalten würden. Er kritisierte die in sich nicht konsistente Spielwelt, in Zork I fänden sich beispielsweise ein Fantasy-Troll, eine ägyptische Grabkammer, ein mit Elektrizität betriebener Staudamm und die Tore zum Hades gleichberechtigt nebeneinander. Das Micro-Adventurer-Magazin zeigte auf, dass die gut geschriebenen und gut visualisierenden Raumbeschreibungen zahlreiche Hinweise für die Lösung der Rätsel enthielten.

### Retrospektiven
Graham Nelson, Erfinder der Programmiersprache Inform und einer der Väter der modernen Interactive Fiction, bezeichnet Zork in seinem Manifest The Craft of the Adventure als Imitat von Adventure, das als Spiel besser funktioniere als das Original, dabei aber weniger Wert auf eine überzeugende Spielumgebung lege. Die wiederkehrenden Bezüge auf die Flathead-Dynastie seien auf Dauer ermüdend, und das Spiel sei im Gegensatz zu späteren Infocom-Spielen fehlerbehaftet. Nick Montfort, Professor für Digitale Medien am MIT, hebt hervor, dass Zork ein literarisches, spielerisches und informationstechnologisches Artefakt sei und im Gegensatz zu Adventure über ein „kraftvolles Narrativ“ verfüge. In der Beschreibung geologischer Gegebenheiten falle Zork aber hinter das Vorbild zurück. Es trete deutlich zutage, dass das Spiel wegen seines Entwicklungsumfeldes wie viele andere Textadventures aus einer männlichen Perspektive geschrieben worden sei. Montfort zeigte auch auf, dass Zork als erstes Adventure unterschiedliche Lösungswege für Rätsel biete; außerdem sei es das erste Adventure, für das (mit Zork II) eine Fortsetzung veröffentlicht wurde. In einer Arbeit über künstliche Intelligenz in Computerspielen legte der Informatik-Doktorand Phil Goetz 1994 dar, dass der Dieb, einer der NPCs im Spiel, der erste NPC „mit Persönlichkeit“ in der Geschichte der Computerspiele gewesen sei. Montfort führt hierzu aus, dass Zork mit der Gestaltung des Diebes als erstes Computerspiel klassische Motive der Erzähltheorie aufgreife und den Spieler mit einem charakterlich ausgearbeiteten „Schurken“ konfrontiere, den man in der Folge physisch besiegen könne, was dem Spieler ein Gefühl tiefer Befriedigung verschaffe. Dieser Wirkungsprozess gehe zurück auf Theorien des russischen Folkloristen Wladimir Propp. Der Ludohistoriker Jimmy Maher stellte 2011 heraus, dass die gleichberechtigte Arbeit mehrerer Autoren am Spiel zu einem verblüffenden Resultat geführt habe: Dem Team hätten zwar ausgesprochen talentierte Autoren angehört (Lebling schrieb später beispielsweise Shogun, Spellbreaker, Starcross, Suspect und The Lurking Horror), das Spieldesign wirke in der Folge aber ausufernd, unfokussiert, unüberschaubar und chaotisch.
Suck.com, eines der ersten Onlinemagazine, verglich das Spielprinzip von Zork 1997 mit dem Setting des Theaterstücks The Actor’s Nightmare von Christopher Durang: So wie der Hauptdarsteller im Schauspiel auf eine Bühne gedrängt und zum Spielen genötigt wird, ohne seine Rolle oder seinen Text zu kennen, und mit Hilfe von Hinweisen der anderen Darsteller und des Inspizienten versucht, den Auftritt irgendwie zu überstehen, so würde der Spieler in Zork in eine Welt geworfen, in der er nicht frei agieren könne, sondern einem ihm unbekannten und nur häppchenweise freigegebenen Skript folgen müsse, um die Handlung zum Ende zu bringen.

### Zorkin anderen Medien
Zork enthielt mehrere inhaltliche Elemente, die als Running Gag in weiteren Werken Infocoms zitiert wurden und durch Verwendung in anderen Medien Eingang in die Populärkultur fanden. Der Grue beispielsweise ist ein fiktives Tier, das im Spiel ausschließlich im Dunkeln vorkommt und sich von Abenteurern ernährt. Es ist an eine Figur aus dem Werk von Jack Vance angelehnt und dient im Spiel als Begründung, warum der Spieler keine dunklen Räume erforschen kann. Angestoßen durch die Popularität des Spiels wurde der Grue auch in den Infocom-Adventures Beyond Zork, Planetfall, Sorcerer, Spellbreaker, Starcross, Suspect, Wishbringer und Zork: The Undiscovered Underground sowie in den später von Activision entwickelten Grafikadventures Return to Zork, Zork Nemesis und Zork: Grand Inquisitor verwendet. Außerhalb des Infocom-Universums wurde der Grue 2010 in der Liste „Top 100 Video Game Villains of All Time“ vom US-amerikanischen IGN-Magazin auf Platz 46 gesetzt. In den Computerspielen Clicker Heroes und Don’t Starve sowie dem Computerspiel zum Zeichentrickfilm Der SpongeBob Schwammkopf Film sind Grues unter Verwendung der von Infocom genutzten Formulierungen Todesursachen für den Spieler. Der Nerdcore-Rapper MC Frontalot widmete dem Grue das Lied It Is Pitch Dark. Als Synonym für eine große Zahl wird in Zork die Zahl 69.105 verwendet, die eine mathematische Besonderheit aufweist: 69 im Hexadezimalsystem entspricht 105 im Dezimalsystem, und 69 im Dezimalsystem entspricht 105 im Oktalsystem. Um eine große Anzahl von Dingen zu visualisieren, wurde die Zahl 69.105 in diversen weiteren Infocom-Spielen verwendet, außerdem im Adventure I-0 des Schriftstellers Adam Cadre, im Rollenspiel Ultima IV: Quest of the Avatar und im MMORPG Kingdom of Loathing. Das Spiel Zork selbst ist in einer spielbaren Version als Easter Egg im Ego-Shooter Call of Duty: Black Ops sowie im Browser des Anonymisierungsnetzwerks Tor vorhanden und nimmt im Roman Ready Player One von Ernest Cline eine bedeutende Rolle ein.
Das in der Welt von Zork spielende Spielbuch Malifestro Quest war 1995 Objekt einer öffentlichen Kontroverse: Eine US-amerikanische Mutter forderte die Entfernung des auf Kinder ausgerichteten Buchs aus öffentlichen Bibliotheken, da es satanistische Elemente enthalte und Gewalt glorifiziere. Montfort merkte dazu an, dass die Vorwürfe in verstärktem Maße auf Zork II zuträfen und dass nur das mangelnde Technikverständnis und damit der fehlende Zugang zu Computerspielen das Spiel davor bewahrt hätten, in die Kontroverse einbezogen zu werden.

## Medien imZork-Universum

### Computerspiele
1. Zork (1980) von Infocom
2. Zork II (1981) von Infocom
3. Zork III (1982) von Infocom
4. Enchanter (1983) von Infocom
5. Sorcerer (1984) von Infocom
6. Wishbringer (1985) von Infocom
7. Spellbreaker (1985) von Infocom
8. Beyond Zork (1987) von Infocom
9. Zork Zero (1988) von Infocom
10. Return to Zork (1993) von Infocom / Activision
11. Zork Nemesis (1996) von Activision
12. Zork: Der Großinquisitor (1997) von Activision
13. Zork – The Undiscovered Underground (1997) von Activision
14. Legends of Zork (2009) von Jolt Online Gaming

### Spielbücher
- 1983: The Forces of Krill: Zork No 1. Tor Books, 1983, ISBN 0-8125-7975-5.
- 1983: Malifestro Quest: Zork No 2. Tor Books, 1983, ISBN 0-8125-7980-1.
- 1983: Cavern of Doom: Zork No 3. Tor Books, 1983, ISBN 0-8125-7985-2.
- 1984: Conquest at Quendor: Zork No 4. Tor Books, 1984, ISBN 0-8125-5989-4.

### Romane
- 1990: George Alec Effinger: The Zork Chronicles. Avon Books, New York, ISBN 0-380-75388-X.
- 1991: Robin W. Bailey: The Lost City of Zork. Avon Books, New York, ISBN 0-380-75389-8.
- 1993: Robin W. Bailey: Enchanter. Avon Books, New York, ISBN 0-380-75386-3.